# Blue Prism
Blue Prismは、英国の多国籍ソフトウェア企業であるBlue Prism Groupの商号で、複雑な操作を自動化するデジタルワーカーを提供するエンタープライズ企業向けのロボティック・プロセス・オートメーション（RPA）の先駆者であり、同ソフトウェアを開発している。
Blue Prismの本社は、英国のウォリントンにあり、米国とオーストラリアに支社がある。同社はロンドン証券取引所のAIM市場に上場している。 

## 歴史
Blue Prismは、組織の効率と有効性を向上させるために使用できるテクノロジーを開発するために、プロセス自動化の専門家グループによって2001年に設立された。 当初、彼らの焦点は、自動化の大きなニーズがあるにもかかわらず自動化が行われていないバックオフィスにあった。同社は、Alastair BathgateとDavid Mossにより共同設立され、今日ではロボティック・プロセス・オートメーション（RPA）として知られる新しいアプローチを提供した。 
2003年、Blue Prismの最初の商用製品であるAutomateが発売された。 2005年に、大規模処理の機能を備えたAutomateのバージョン2がリリースされた。 Co-operative Financial Servicesは、カスタマーサービスの手動プロセスを自動化するために2005年にBlue Prismソフトウェアの使用を開始した。 

### ロボティック・プロセス・オートメーション
ロボティック・プロセス・オートメーション（RPA）は、ルールベースのビジネスプロセスに従い、人間がと同じ方法でシステムと対話するデジタルワーカーを提供するアプリケーションです  。Blue Prismは、「ロボティック・プロセス・オートメーション」という用語を生み出したとされている。 
RPAは成長産業であり、2025年までに31.1億ドルに達すると予想されている。市場調査会社であるForrester Researchは、2017年の調査で、市場での存在感と提供の質の両方の点で、RPA分野のリーダーと見なされている3社の1つとしてBlue Prismを挙げている。 
Grand View Research, Inc. は2018年10月に調査を実施し、RPA市場の主要企業にはAutomation Anywhere, Inc.; Blue Prims Group PLC; UiPath; Be Informed B.V.; OpenSpan; and Jacada, Inc.であると述べた。 2019年、ガートナーはRPAのマジック・クアドラントをリリースし、Blue Prismは市場のリーダーの1社に数えられた。 

## Robotic Process Automation Market worth USD 50.5 billion by 2030
- Blue Prism
- Blue Prism (@Blue_Prism_JP) - X（旧Twitter）
- Blue Prism - YouTubeチャンネル